# Parc naturel de Brodnica
Le parc naturel de Brodnica (en polonais : Brodnicki Park Krajobrazowy), est un parc naturel de Pologne, couvrant 186,85 km2.

## Localisation et surface
Situé dans la partie centrale et méridionale de la Région des lacs de Brodnica (en polonais : Pojezierze Brodnickie), il couvre les espaces ayant les plus hautes valeurs naturelles et paysagères. Il est situé dans les voïvodies de Couïavie-Poméranie et de Varmie-Mazurie.
La superficie du parc compte 16 685 hectares.

## Histoire
Le professeur Zygmunt Czubiński postulait déjà avant la seconde guerre mondiale la création d'un parc, il était supporteur de cette forme de protection de la nature. Après 1945, la plupart des aires qu'il indique étaient sous protection de réserve, et le parc a été créé en 1985. En 2005, le parc a été agrandi par le lac Bachotek et la vallée dite en polonais Bagienna Dolina Drwęcy.

## Paysage
La sculpture du parc a été formée par le glacier. La majeure partie de sa surface est constituée de moraines ondulées, couvertent principalement de forêts, de pas grandes altitudes avec nombreux cavités remplies de lacs et de tourbières, qui sont reliés par un réseau de cours d'eau et de canaux, créant un système hydrologique cohérent (les eaux constituent 8% de la surface du parc) d'une grande valeur touristique. Un paysage typique de forêts et de lacs s'est développé ici.

## Lacs et tourbières
Le parc compte 58 lacs d'une superficie de plus d'un hectare : Wielkie Partęczyny, Sosno, Łąkorek, Zbiczno. La superficie totale des lacs est de 1 790 hectares.
Les tourbières sont la deuxième partie importante du parc, la plus fréquente étant la tourbière minérotrophe (kwaśna łąka). Certaines tourbières (Okonek) étaient déjà protégées avant 1939.

## Forêts
Les forêts couvrent 40 % de la superficie du parc et l'espèce dominante est le pin sylvestre. Il y a aussi : le chêne pédonculé, l'aulne glutineux, le hêtre commun, le frêne élevé, le bouleau, le charme commun, l'orme et les saules. Il y a ici une frontière entre hêtre et alisier torminal et à courte distance, le mélèze polonais, l'érable sycomore et le taxus. Le picéa planté artificiellement se trouve en dehors de son aire de répartition naturelle. Également rares dans le parc : salix myrsinifolia, pinus banksiana et chêne rouge d'Amérique. Les groupes les plus représentés sont ceux des forêts mixtes et fraîches. Dans la forêt mixte, 139 espèces de plantes ont été identifiées. Les espèces suivantes sont présentes ici : muguet de mai, canche flexueuse, fougère aigle, scorzonera humilis, pyrola. Dans la forêt fraîche, il y a, entre autres, des lycopodes et de nombreuses myrtilles. Les forêts de feuillus sont dominées par les forêts de chênes et de charmes, où poussent des anémones, des ficaires, corydales à bulbes pleins et des isopyres faux-pigamon (le seul endroit en Poméranie). Dans les forêts d'aulnes, il y a le fougère royale, et dans les forêts de feuillus avec une prédominance de charmes et de chênes - le sabot de Vénus.

## Réserves naturelles
- Réserve naturelle « Bachotek » – tourbière
- Réserve naturelle « Jar grądowy Cielęta » - foresterie
- Réserve naturelle « Mieliwo » – foresterie
- Réserve naturelle « Okonek » – tourbière
- Réserve naturelle « Retno » – foresterie
- Réserve naturelle « Rzeka Drwęca » – faunistique
- Réserve naturelle « Stręszek » – tourbière
- Réserve naturelle « Wyspa na Jeziorze Partęczyny Wielkie » – floristique
- Réserve naturelle « Żurawie Bagno » – tourbière

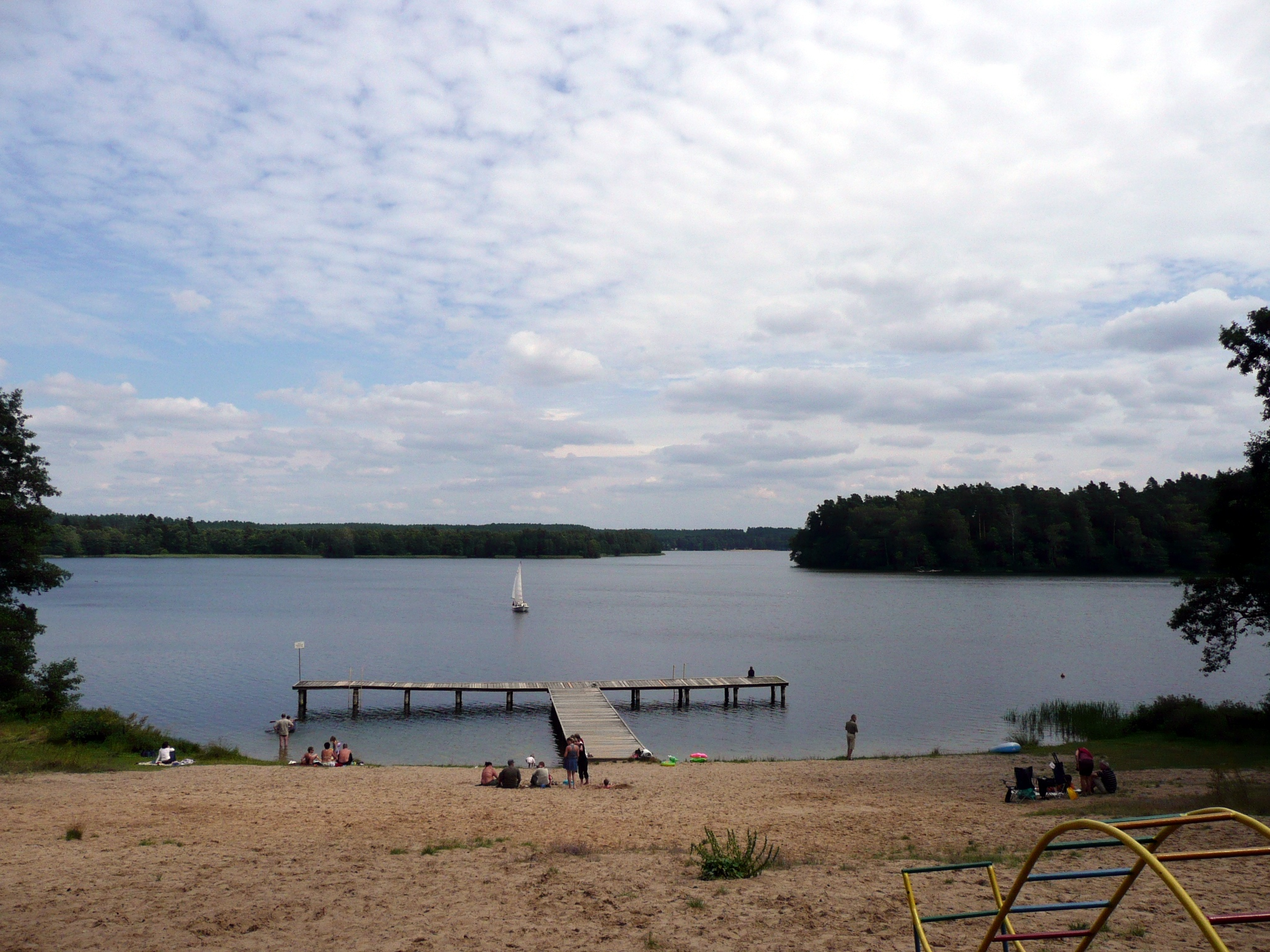
Lac Wielkie Partęczyny
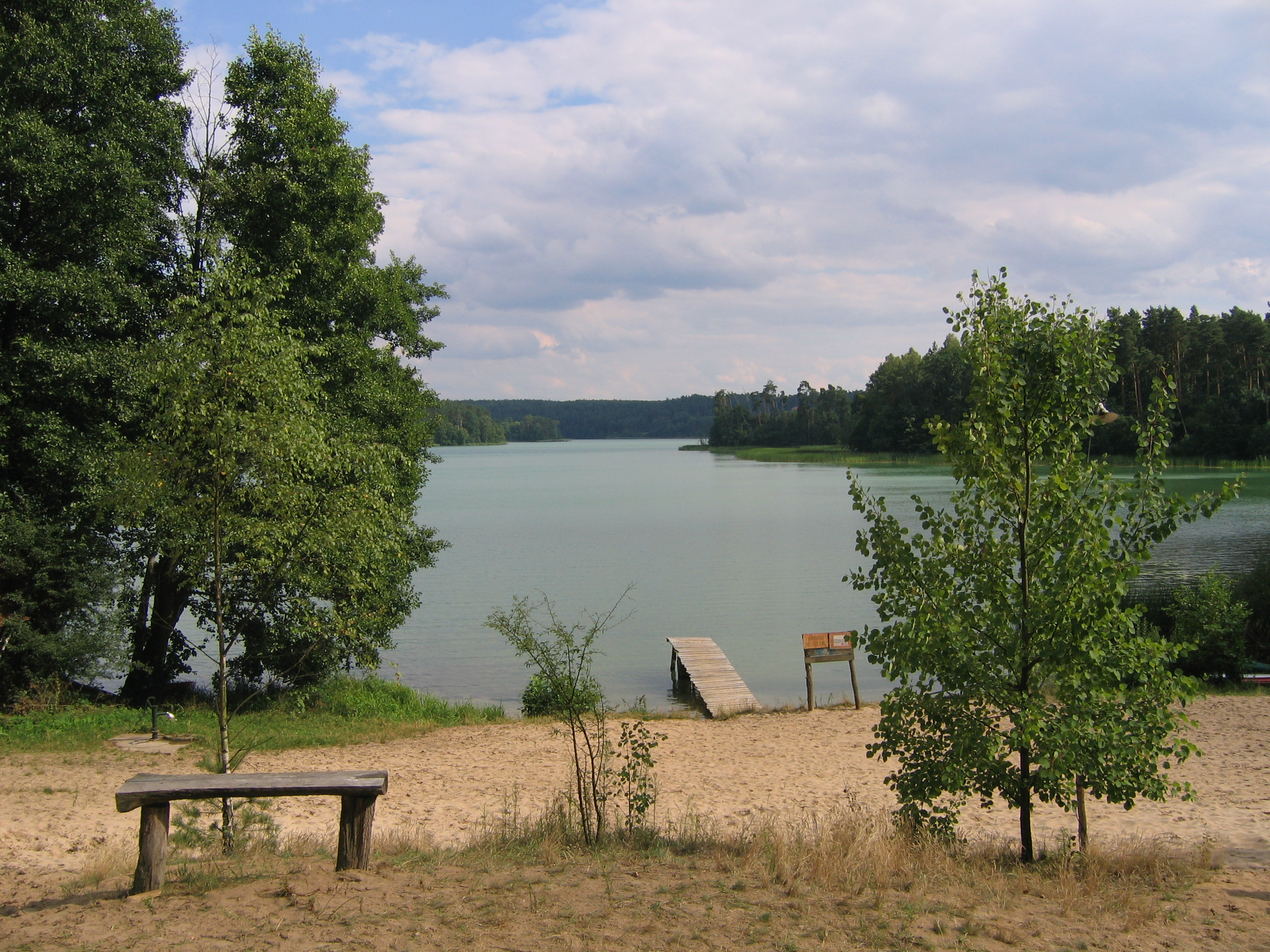
Lac Zbiczno
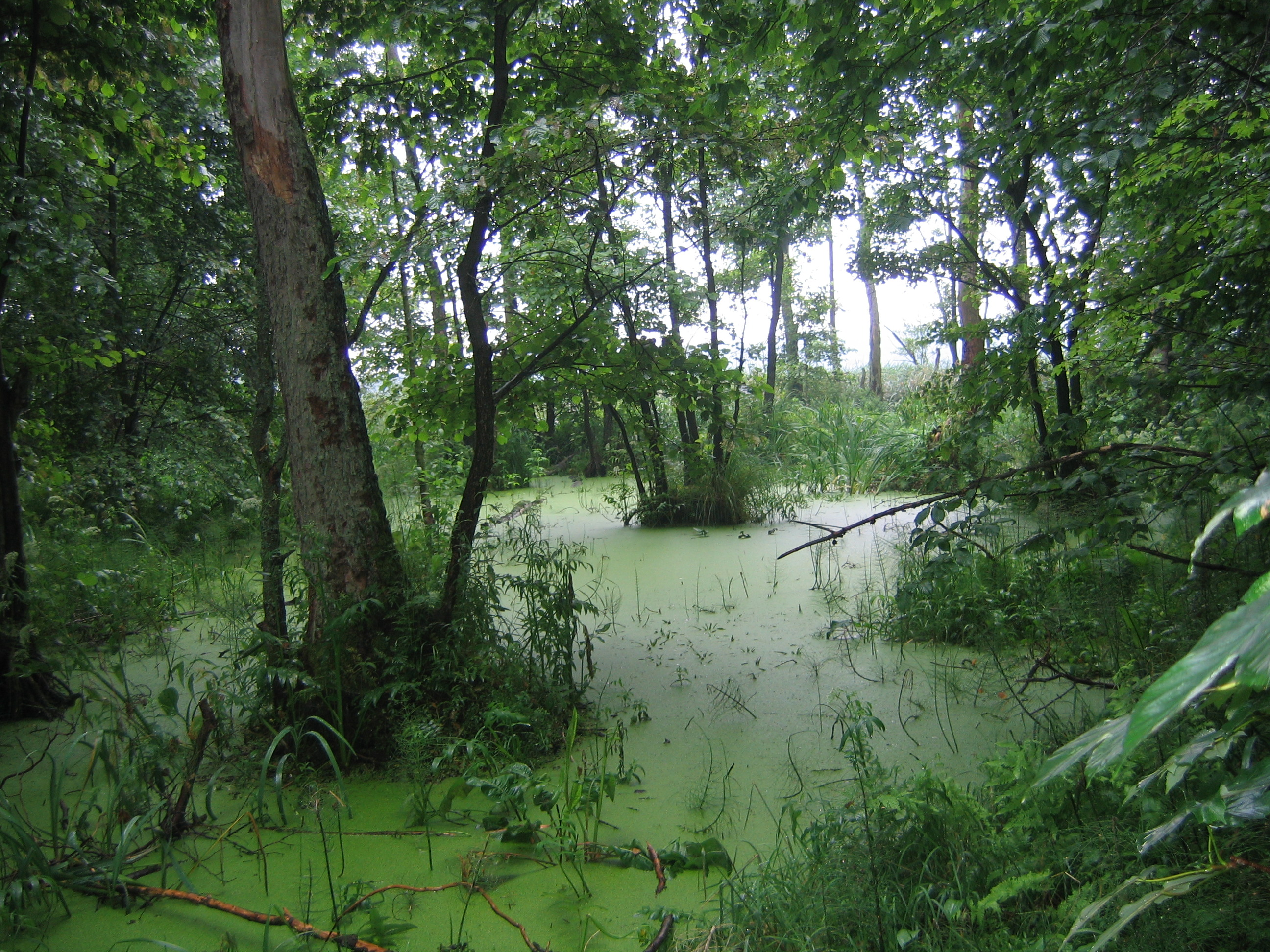
Lac Zbiczno
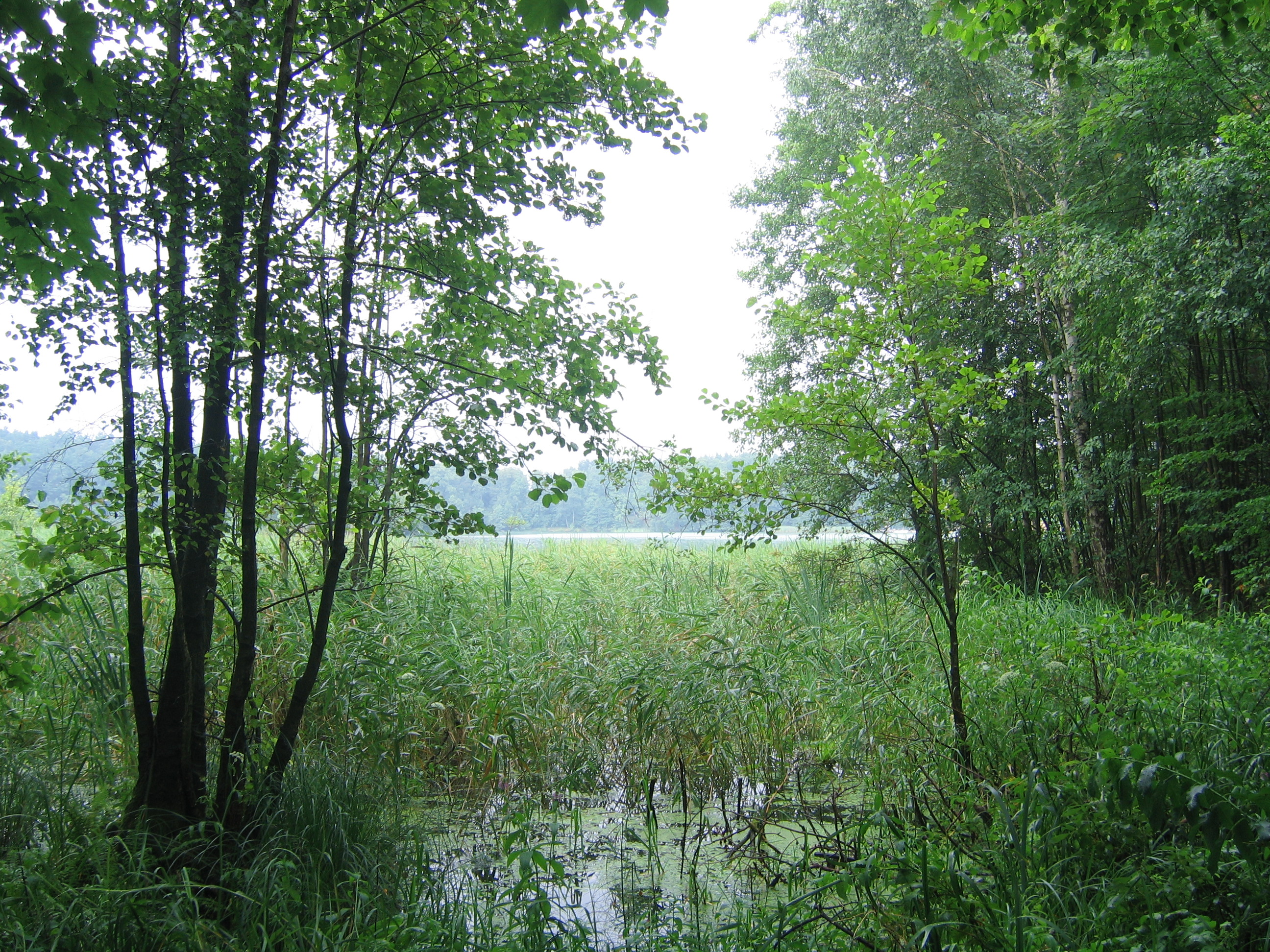
Lac Zbiczno
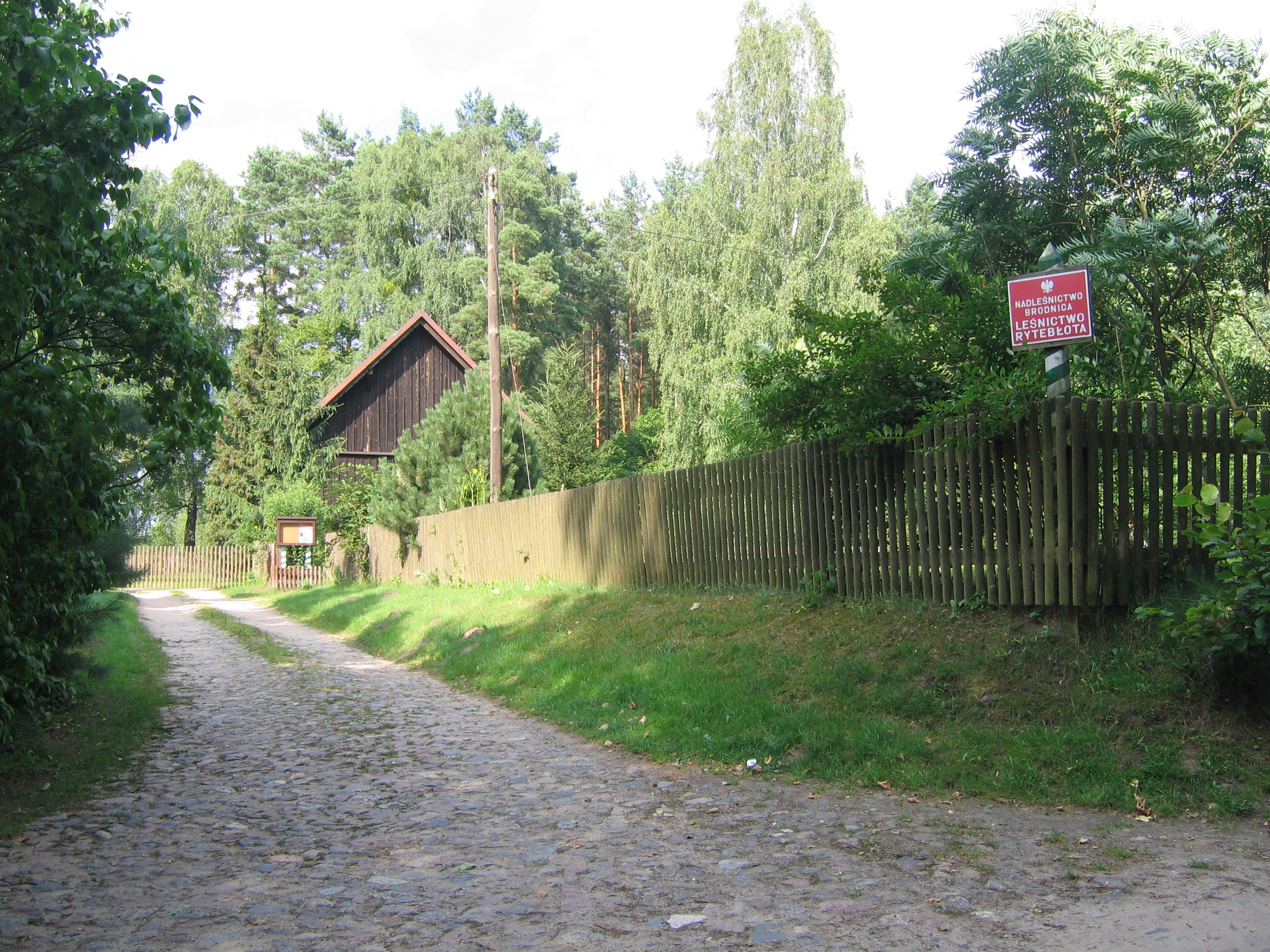
Rytebłota
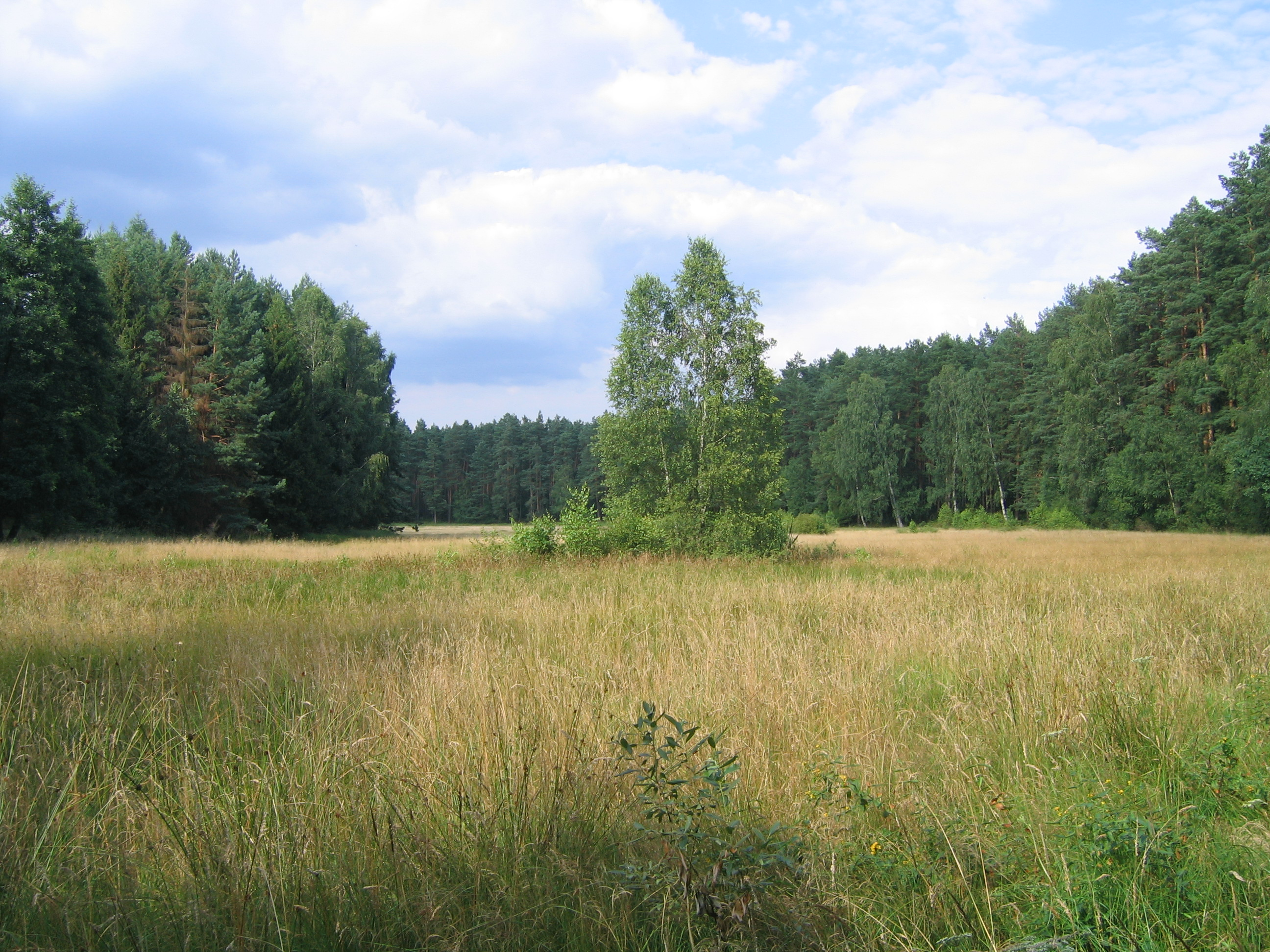
Parc naturel de Brodnica dans la région du lac Zbiczno